# 1960年夏季残疾人奥林匹克运动会罗得西亚和尼亚萨兰代表团
1960年夏季残疾人奥林匹克运动会罗得西亚和尼亚萨兰代表团是罗得西亚和尼亚萨兰派出的1960年夏季残疾人奥林匹克运动会代表团。获得2枚金牌、1枚银牌和2枚铜牌。